# Amin Maalouf
Amin Maalouf (Bejrút, 1949. február 25. –) francia nyelven alkotó francia–libanoni író.
Testvére, Nassim Maalouf libanoni klasszikus trombitaszólista. Közgazdasági és szociológiai tanulmányai után újságíró lett az arab nyelvű An Nahar napilapnál. A libanoni háború következtében 1975-ben Párizsba költözött, ahol a Jeune Afrique főszerkesztője lett. 1993-ban Goncourt-díjat kapott.
2011. június 23-án a Francia Akadémia tagjává választották, Claude Lévi-Strauss székét foglalta el.
2023. szeptember 28-án a Francia Akadémia állandó titkárává választották.

## Regényei
- Léon l'Africain (1986) – A pápa rabszolgája, Leo Africanus (2007) ISBN 9789630782937
- Samarcande (1988) – Szamarkand (2000) ISBN 9630768097
- Les Jardins de lumière (1991) – Fénykertek – Mani életének regénye (2008) ISBN 9789630653671
- Le Premier Siècle après Béatrice (1992)
- Le Rocher de Tanios (1993) – Taniosz sziklája (1996) ISBN 9630758911
- Les Échelles du Levant (1996) – Levantei kikötők (1998) ISBN 9630763540
- Le Périple de Baldassare (2000) – Baldassare nagy utazása (2003) ISBN 9630774615
- Les Désorientés (2012) – A tévelygők (2014) ISBN 9789630783828
- Nos frères inattendus (2020)

## Esszék
- Les croisades vues par les Arabes, éd. J'ai Lu, 1983, ISBN 2-290-01916-X – A keresztes háborúk arab szemmel (1997) ISBN 9630771403
- Les Identités meurtrières (1998) – Gyilkos identitások
- Origines (2004) – Eredet (2010) ISBN 9789630790246
- Le Dérèglement du monde (2009)
- Un fauteuil sur la Seine: Quatre siècles d’histoire de France (2016)

## Operalibrettók
- 2001: L’Amour de loin, zene: Kaija Saariaho
- 2004: Adriana Mater, zene: Kaija Saariaho
- 2006: La Passion de Simone, oratórium, zene: Kaija Saariaho
- 2010: Émilie, zene: Kaija Saariaho

## Előszók
- Pour une éducation bilingue : Guide de survie à l'usage des petits européens, Anna Lietti (Petite Bibliothèque de Payot, 1981)
- De la Divination, Cicero (Les Belles Lettres, 1992)
- Le Prophète, Halíl Dzsibrán (Le Livre de Poche, 1993)

## Magyarul
- Taniosz sziklája. Regény; ford. Paller Éva; Európa, Bp., 1996
- A keresztes háborúk arab szemmel; ford. V. Tóth László; Európa, Bp., 1997
- Levantei kikötők; ford. Bognár Zsuzsa; Európa, Bp., 1998
- Szamarkand; ford. Paller Éva; Európa, Bp., 2000
- Baldassare nagy utazása; ford. Jancsó Júlia(wd); Európa, Bp., 2003
- A pápa rabszolgája, Leo Africanus; ford. Szathmári Éva; Európa, Bp., 2007
- Fénykertek. Máni életének regénye; ford. Marádi Krisztina; L.N.L., Hajdúszoboszló, 2008 (A fenséges kert legerősebb fája sorozat)
- Eredet; ford. Lőrinszky Ildikó; Európa, Bp., 2010
- Taniosz sziklája. Regény; ford. Paller Éva; Európa, Bp., 2013
- A tévelygők; ford. Lőrinszky Ildikó; Európa, Bp., 2014